# Plasencia de Jalón
Plasencia de Jalón è un comune spagnolo di 370 abitanti situato nella comunità autonoma dell'Aragona.

## Storia
Plasencia de Jalón fu il punto di raccolta delle truppe del Bataillon d'Espagne che il 29 settembre 1125, al comando di Alfonso I di Aragona e di Gastone IV di Béarn, partirono per la spedizione di conquista della città di Granada.